# Niceforonia babax
Niceforonia babax is een kikker uit de familie Strabomantidae en werd voor het eerst wetenschappelijk beschreven door Lynch in 1989. De soort komt voor op verschillende plekken in Colombia op hoogtes van 1200 tot 2200 meter boven het zeeniveau.